# マイケル・スペンス
アンドリュー・マイケル・スペンス（Andrew Michael Spence、1943年11月7日 - ）は、アメリカ生まれの経済学者である。2001年にジョージ・アカロフとジョセフ・E・スティグリッツと共に、情報が浸透し、市場が発達する動学性に関する業績によってノーベル経済学賞を受賞した。彼はこの仕事をスタンフォード大学に在籍している間に行った。

## 略歴
- 1943年　ニュージャージー州のモンクレールで生まれる。
- 1966年　プリンストン大学で哲学の学位（B.A.）をとる（プリンストンでは数学に関してローズ奨学金を授与されている）。
- 1968年　オックスフォード大学で数学の学位（B.A./M.A.）を得る。
- 1971年　ハーバード大学で教え始める。
- 1972年　ハーバード大学で博士号（Ph.D.）を取得し、ハーバード大学より卓越した博士論文により「デイビット・A・ウェルズ賞」を受ける（ちなみに、スペンスはこれらの学校で、ケネス・アローやトーマス・シェリング、リチャード・ゼックハウザーらに師事してきた）。
- 1973年～1975年　スタンフォード大学で教える。
- 1974年　『マーケット・シグナリング』を出版する。
- 1975年～1984年　経済学教授としてハーバード大学に戻る。
- 1977年～1979年　国立科学財団の経済顧問団に属す。
- 1979年　ハーバード大学の経済学部とハーバード・ビジネススクールの教授との任命をうける。
- 1979年　ガルブレイス優秀教育者賞を受ける。
- 1982年　アメリカ経済学会のジョン・ベイツ・クラーク賞を受ける。
- 1983年　アメリカ芸術科学アカデミーのフェローに選ばれる。
- 1984年～1990年　ハーバード大学の芸術・科学学部の学部長となる。
- 1990年～1999年　スタンフォード大学の経営大学院の学部長となる。
- 1991年～1997年　科学・技術・経済政策に関する米国研究審議会議長となる。
- 1999年　カリフォルニア州メンローパークにあるオーク・ヒル・キャピタル・パートナーズの共同経営者となる。
- 2001年　ノーベル経済学賞を受ける。
- 2006年　「成長の開発に関する委員会」（成長開発委員会）の議長となる。
- 2010年～現在　ニューヨーク大学Leonard N. Stem School of Businessの経済学教授となる。
- これまで、『アメリカン・エコノミックス・レビュー』、『ベル・ジャーナル・オブ・エコノミックス』、『ジャーナル・オブ・エコノミック・セオリー』、『パブリック・ポリシー』などの編集委員を務める。

## 業績
- スペンスの業績の中で最も有名なのはシグナリングに関する理論、特に労働市場に関する理論である。現在の契約理論において彼の議論を欠かすことはできない。このモデルでは、労働者は自らの有能さを使用者に証明するために、取得するのにコストが必要な何らかの学位を獲得する。使用者は、有能な労働者は学位の取得にコストが比較的低くすむ一方、無能な労働者は学位の取得に多大なコストを払わなければならないと判断するため、より高い学位を持つ労働者には高い賃金を払うことにする。このモデルは、送り手(この場合、労働者)の情報が受け手(この場合、使用者)に伝わり、そのシグナルがコストのかかるものであるならば、必ずしもその教育自体に本源的な価値が備わっていなくとも機能する。
- 他に、市場構造と市場成果についての研究、言い換えると企業の競争的な戦略と市場成果との関係についての論文をいくつか書いている。
- また、R・E・ケイブス、M・E・ポーターと共著で『開放経済での競争』（1980年）という中級者向けテキストを出している。

## 発言等
- 米国での2007年のサブプライムローン問題を起源とする世界金融危機 (2007年-)以降で各主要国の景気が低迷していく背景において、欧米の経済成長が伸び悩む中で中国の経済成長が押し下げられることはほぼ疑いようがなく、2011年の世界経済の不況突入の可能性は50％であると述べている[1]。

## 著作
- 『マルチスピード化する世界の中で――途上国の躍進とグローバル経済の大転換』、土方奈美訳、早川書房、2011年